# Праздник непослушания (мультфильм)
«Праздник непослушания» — советский кукольный полнометражный фильм-сказка для детей и взрослых с элементами игрового кино, снятый режиссёром Юлианом Калишером
по мотивам одноимённой повести-сказки писателя Сергея Михалкова в «Творческом объединении „Экран“» в 1977 году.

## Сюжет
Фильм начинается с того, что в парке, на аттракционах, Малыш вопил, что хочет мороженого. Он вопил так громко, что все говорили: «Ужасный ребёнок!» или «Какой ужасный ребёнок!». Мама всячески успокаивала своего непослушника, но он упирался так, что даже упал. В итоге Малыш стал вопить: «Купи конфет!». Когда он крикнул это в третий раз, то между ним и мамой завязалась драка. Тогда мама, придя домой вместе с Малышом, поставила его в угол и заперла в комнате. Вскоре все соседи дома стали ругаться: «Ужасный ребёнок!», отчего Малыш закрыл уши и даже упал в обморок. Как раз перед окном комнаты Малыша появился бумажный змей, который считает мамино наказание вечной историей и везёт Малыша в город, всё взрослое население которого решило оставить своих капризных и непослушных детей и одновременно всем уехать из города. В одном из цирков города лев отказался прыгать через обруч, и все поют: «Нам не нужен укротитель!». В школах на досках появились надписи «Все уроки отменяются». Детям даже письма приходят. Папы пишут: «Дети! Когда вы будете читать это письмо, мы будем уже далеко. Не ищите нас. Мы решили оставить вас одних. Больше вам никто не будет делать замечаний, от вас ничего не будут требовать. Мы устали от вашего непослушания». Мамы пишут: «Будьте осторожны с газом и водой — закрывайте краны! Не залезайте с ногами на подоконник. Еда в холодильнике». Зато бабушки и дедушки пишут: «ВСЁ-ТАКИ ПОЛИВАЙТЕ ЦВЕТЫ В НАШЕЙ КОМНАТЕ». Дети даже обрадовались: «Они нас бросили!». Кто-то сделал из одного из писем самолёт и запустил, а кто-то бросил ботинок так, что на красном фоне экрана появилась надпись: «БРОСИЛИ». В школах все веселились, напевая: «Да здравствует Праздник Непослушания!». В кондитерской некоторые взяли с подоконника все сладости, оставив там одну из них. Когда каждому ребёнку раздали по мороженому, все объелись так, что упали в обморок и замёрзли.
Тем временем Фантик поливал цветы водой из шляпы, и всё получилось, тогда как взрослое население отдыхало в палатках под щебет воробья. Вскоре все вспомнили о льве, который бежал с привязанными ко хвосту консервными банками и забрался на статую к котёнку. Возле этой статуи дети играют с консервной банкой. Вскоре там появляется Фантик, обозревающий погром вместе со своей коровой. Дети же катаются на аттракционах в парке. У кого-то даже голова закружилась. После парка все побежали в школу, да ещё и на красный свет.
В это время взрослое население конструировало парту, тогда как дети сделали самолёт из вентилятора, сейфа и парты. Пока художник рисовал мать одного из детей, а бабушка пряла, дети тем временем разрисовали красками статую, возле которой они играли, дорогу и стены домов. Вскоре кто-то вспомнил про родителей, но всем это было нипочём. В это время одна из девочек переодевалась по моде.
Вскоре детей доставили в больницу, и они, вспомнив своих родственников, пишут: «Мамы! Папы! Нам без вас всё равно, что вам без нас!». Бумажный змей услышал стоны детей и полетел искать их родственников. Выписавшись из больницы, дети навели порядок на площади, убрали с подоконника в классе посторонние предметы и вырастили цветок. Надписи «Все уроки отменяются» были стёрты, и все написали: «ДОБРО ПОЖАЛОВАТЬ!». Наконец, взрослое население вернулось к своим детям, и все радостно закричали: «УРА!» (эта же надпись появилась на зелёном фоне экрана). Под песню «Какие прекрасные милые дети» Фантик уезжает.
В финале Малыш руководит полётом бумажного змея, и мама гладит его по голове. Перед титрами бумажный змей говорит то, что говорил в начале: «Этого никогда не было, хотя и могло бы быть, но если бы было…» и улетает.

## Съёмочная группа
- Авторы сценария: Роман Качанов, Сергей Михалков
- Режиссёр — Юлиан Калишер
- Художники — Валерий Дмитрюк, Евгения Боголюбова
- Оператор — Евгений Туревич
- Композитор — Алексей Рыбников
- Звукооператор — Виталий Азаровский
- Автор текста песен — Александр Тимофеевский
- Монтажёр — Светлана Симухина
- Мультипликаторы:
  - Алла Гришко
  - Галина Золотовская
  - Павел Петров
  - Сергей Олифиренко (в титрах как «С. Олиференко»)
  - А. Дегтярёв
- А также:
  - А. Воронкова
  - Ольга Розовская
  - Валерий Струков
  - Н. Алёхина
  - Олег Кузнецов
- Роли исполняли:
  - Мира Ардова — мать непослушника
  - Леонид Барас— непослушник (в титрах как «Леня Барас»)
- Роли озвучивали:
  - Светлана Харлап — дети, все женские роли
  - Валентин Гафт — Фантик, укротитель маэстро Касторкин
  - Игорь Ледогоров — часть мужских ролей
  - Гарри Бардин — часть мужских ролей
  - Рогволд Суховерко — воздушный змей, наездник, лев (в титрах как «В. Суховерко»)
  - Юлиан Калишер — шпрехшталмейстер, Фантик (вокал), часть мужских ролей, поёт в финале фильма (в титрах не указан)
- Куклы изготовлены в мастерских т/о «Экран»